# Cynorta gregaria
Cynorta gregaria is een hooiwagen uit de familie Cosmetidae.